# وعده غذایی

طرح گرافیکی از یک خانواده دور میز غذا

وعده غذایی یک بخش یا مرحله از خوراک یا تغذیه است به ویژه که اگر دارای زمان خاص و غذای از پیش فراهم شده باشد. طبق جدیدترین تحقیقات دانشگاه هاروارد سالم‌ترین نوع استفاده از وعده‌های اصلی غذایی دو مرتبه در روز است یک وعده در هنگام ظهر (ساعت ۱۲) و وعدهٔ دیگر عصر هنگام می‌باشد.

## وعده‌های اصلی
وعده‌های اصلی غذایی (به جز میان‌وعده‌ها):
- صبحانه
- ناهار
- شام